# Yle Vega
Yle Vega (före 1 september 2016 Yle Radio Vega) är en av två radiokanaler i Svenska Yle, som är den svenskspråkiga delen av Finlands public-service bolag för radio och TV, Yle, ursprungligen Finlands rundradio. Kanalen vänder sig främst till vuxna och har ett brett utbud av diskussions- och kulturprogram samt ett musikutbud för mogen smak. 
Kanalen har varit aktiv sedan hösten 1997, då Yles svenska radiosändningar fick två separata kanaler.
Aktuellt är det nationella nyhetsprogrammet i Radio Vega.

## Programledare i Radio Vega 2017
- Bosse Andersson	(Café Svenskfinland), dansbandskavalkad
- Eva Arrhenius	(En gåva i toner), önskeprogram med välgörenhetssyfte
- Klas Backholm	(Slaget efter tolv), aktuell debatt
- Kaj Backman	(Hus med historia)
- Bengt Bergqvist	(Country jukebox, Finlandssvensk tonträff)
- Sune Bergström	(Inblick i samhället)
- Karin af Björkesten	(Slaget efter tolv)
- Bertil Blom	(Bara Barock, Classicas musikkompass) program med klassisk musik
- Börje Broberg	(Café Svenskfinland)
- Lalle Broberg	(Vegakrysset) lättsamt korsordsprogram
- Stina Bäckström	(Det glömda imperiet) serie om Östromerska riket som sändes 2006
- Tomas Ek	(Hundra hits, Visgalleriet) lätt musik
- Peter Ekholm	(Elvis Presley), serie på ett trettiotal program som sändes under 2006.
- Björn Federley	(Naturväktarna) gammal favorit, frågeprogram om biologi
- Annvi Gardberg	(Slaget efter tolv)
- Erik Gestrin	(Ut i naturen)
- Åke Grandell	(Folk!, Per Spelman) programserie om etnisk musik
- Mårten Holm	(BUU-radion, Kaffekvarnen) Barnprogram, nostalgisk grammofonmusik
- Stefan Härus	(Tack och lov), önskeprogram med kristen musik
- Dan Eskil Jansson	(Hitmen, Fokus på) pop- och rockmusik
- Hans Johansson	(Danspoppen) Dansmusik
- Antti Koivukangas	(Sportradion) Sport
- Ulla-Maj Lindborg	(Inblick i medicin och hälsa, Radiodoktorn)
- Jean Lindén	(Åsnebryggan) underhållningsprogram
- Calle Lindholm	(Calles nattbar, Från Europas konsertestrader)
- Hedvig Långbacka	(Det glömda imperiet)
- Hans-Åke Manelius	(Nöjesmagasinet)
- Gia Mellin-Kranck	(Lördax, Livskraft)
- Leif Nystén	(Musikväktarna) fråge- och önskeprogram om klassisk musik
- Axel Rappe	(Inblick i samhället)
- Mona Sandell	(Inblick i samhället..)
- Ann-Sophie Sandström	(Egocentrum, Åsnebryggan)
- Ann-Kristin Schevelew	(Musikväktarna)
- Erik M. Snellman	(Ordsnoken)
- Charlotte Sundström	(Razzia) Kulturnytt
- Henrik Svahn	(Café Continental)
- Anne Söderlund	(Musik från sydkusten)
- Henrik Thorson	(Fjärran Svenska Radion presenterar)
- Sofia Torvalds	(Vargtimmen)
- Freddi Wahlström	(Slaget efter tolv)
- Mi Wegelius	(Leonardo)
- Barbro Westerberg	(Tidsresan)
- Gungerd Wikholm	(Medelhavet inom oss)